# Takamoto Katsuta
Takamoto Katsuta (勝田貴元?, Katsuta Takamoto; Nagoya, 17 marzo 1993) è un pilota di rally giapponese, che corre attualmente per la Toyota Gazoo Racing nel campionato WRC.
A dicembre 2019 viene ufficializzato come pilota ufficiale della Toyota nel WRC, dove nella stagione 2020 prenderà parte al alcune gare selezionate.

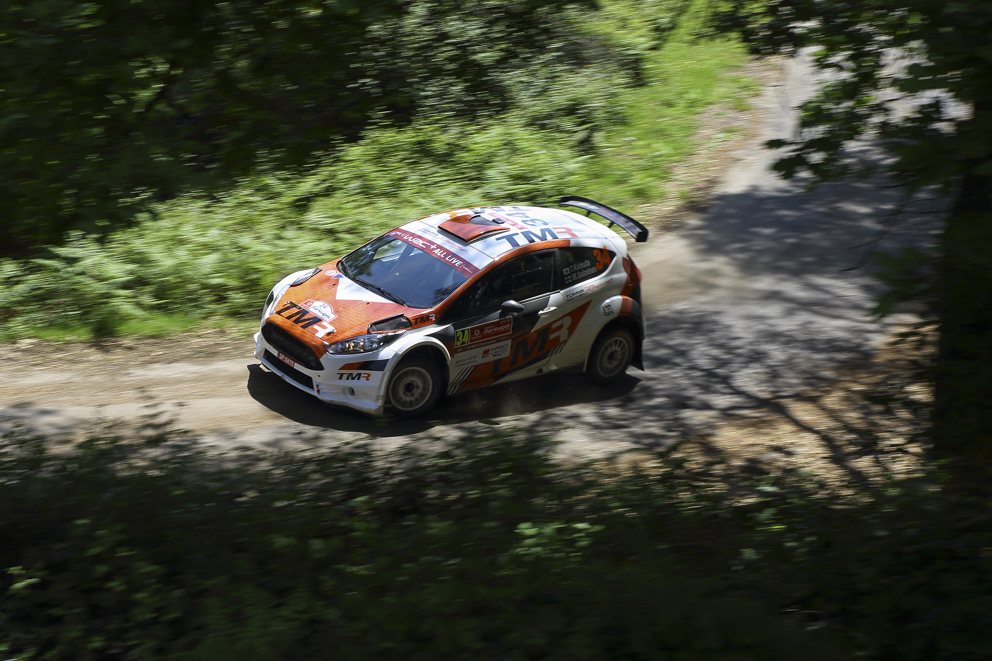
Katsuta al Rally del Portogallo 2018

## Vittorie

### WRC-2
| # | Stagione | Evento          | Co-pilota      | Auto           | Squadra              |
| - | -------- | --------------- | -------------- | -------------- | -------------------- |
| 1 | 2018     | Rally di Svezia | Marko Salminen | Ford Fiesta R5 | Tommi Mäkinen Racing |
| 2 | 2019     | Rally del Cile  | Daniel Barritt | Ford Fiesta R5 | -                    |

### Altri Rally
| # | Stagione | Campionato            | Evento                        | Co-pilota      | Auto             |
| - | -------- | --------------------- | ----------------------------- | -------------- | ---------------- |
| 1 | 2019     | Campionato finlandese | SM-Itäralli                   | Daniel Barritt | Toyota Yaris WRC |
| 2 | 2019     | Campionato finlandese | Riihimäki-Ralli               | Daniel Barritt | Toyota Yaris WRC |
| 3 | 2019     | -                     | Central Rally Aichi/Gifu      | Daniel Barritt | Toyota Yaris WRC |
| 4 | 2020     | Historic Nuottisarja  | Kokkola 400-vuotta Juhlaralli | Daniel Barritt | Toyota Yaris WRC |

## Risultati nel mondiale rally

### Risultati nel WRC
| 2016 | Scuderia             | Vettura        |  |  |  |  |  |  |  |    |  |   |  |  |  |  |  |  | Punti | Pos. |
| ---- | -------------------- | -------------- |  |  |  |  |  |  |  | -- |  | - |  |  |  |  |  |  | ----- | ---- |
| 2016 | Tommi Mäkinen Racing | Ford Fiesta R5 |  |  |  |  |  |  |  | 27 |  | C |  |  |  |  |  |  | 0     |      |

| 2017 | Scuderia             | Vettura        |  |    |  |  |  |    |    |  |     |  |    |  |  |  |  |  | Punti | Pos. |
| ---- | -------------------- | -------------- |  | -- |  |  |  | -- | -- |  | --- |  | -- |  |  |  |  |  | ----- | ---- |
| 2017 | Tommi Mäkinen Racing | Ford Fiesta R5 |  | 22 |  |  |  | 36 | 14 |  | Rit |  | 47 |  |  |  |  |  | 0     |      |

| 2018 | Scuderia             | Vettura        |  |    |  |    |  |    |     |     |  |  |  |    |  |  |  |  | Punti | Pos. |
| ---- | -------------------- | -------------- |  | -- |  | -- |  | -- | --- | --- |  |  |  | -- |  |  |  |  | ----- | ---- |
| 2018 | Tommi Mäkinen Racing | Ford Fiesta R5 |  | 11 |  | 33 |  | 26 | Rit | Rit |  |  |  | 24 |  |  |  |  | 0     |      |

| 2019 | Scuderia             | Vettura                           |    |     |  |    |    |    |    |     |     |    |  |    |    |  |  |  | Punti | Pos. |
| ---- | -------------------- | --------------------------------- | -- | --- |  | -- | -- | -- | -- | --- | --- | -- |  | -- | -- |  |  |  | ----- | ---- |
| 2019 | Tommi Mäkinen Racing | Ford Fiesta R5 e Toyota Yaris WRC | 13 | Rit |  | 14 | 15 | 14 | 21 | Rit | Rit | 10 |  | 14 | 39 |  |  |  | 1     | 30º  |

| 2020 | Scuderia                | Vettura          |   |   |  |     |  |     |     |  |  |  |  |  |  |  |  |  | Punti | Pos. |
| ---- | ----------------------- | ---------------- | - | - |  | --- |  | --- | --- |  |  |  |  |  |  |  |  |  | ----- | ---- |
| 2020 | Toyota Gazoo Racing WRT | Toyota Yaris WRC | 7 | 9 |  | Rit |  | Rit | 201 |  |  |  |  |  |  |  |  |  | 13    | 13º  |

| 2021 | Scuderia                | Vettura          |   |   |   |   |   |   |     |     |  |    |    |   |  |  |  |  | Punti | Pos. |
| ---- | ----------------------- | ---------------- | - | - | - | - | - | - | --- | --- |  | -- | -- | - |  |  |  |  | ----- | ---- |
| 2021 | Toyota Gazoo Racing WRT | Toyota Yaris WRC | 6 | 6 | 6 | 4 | 4 | 2 | Rit | Rit |  | 37 | 40 | 7 |  |  |  |  | 78    | 7º   |

| 2022 | Scuderia                | Vettura                       |   |   |   |   |    |   |   |   |   |   |     |    |   |  |  |  | Punti | Pos. |
| ---- | ----------------------- | ----------------------------- | - | - | - | - | -- | - | - | - | - | - | --- | -- | - |  |  |  | ----- | ---- |
| 2022 | Toyota Gazoo Racing WRT | Toyota GR Yaris Rally1 Hybrid | 8 | 4 | 6 | 4 | 65 | 3 | 5 | 6 | 5 | 6 | Rit | 75 | 3 |  |  |  | 122   | 5º   |

| 2023 | Scuderia                | Vettura                       |   |     |    |    |     |     |   |   |    |   |   |    |    |  |  |  | Punti | Pos. |
| ---- | ----------------------- | ----------------------------- | - | --- | -- | -- | --- | --- | - | - | -- | - | - | -- | -- |  |  |  | ----- | ---- |
| 2023 | Toyota Gazoo Racing WRT | Toyota GR Yaris Rally1 Hybrid | 6 | Rit | 23 | 64 | 334 | 403 | 4 | 7 | 34 | 6 | 5 | 54 | 54 |  |  |  | 101   | 7º   |

| 2024 | Scuderia                | Vettura                       |    |     |   |    |     |     |    |    |     |     |  |    |   |  |  |  | Punti | Pos. |
| ---- | ----------------------- | ----------------------------- | -- | --- | - | -- | --- | --- | -- | -- | --- | --- |  | -- | - |  |  |  | ----- | ---- |
| 2024 | Toyota Gazoo Racing WRT | Toyota GR Yaris Rally1 Hybrid | 73 | 455 | 2 | 54 | 295 | 355 | 85 | 64 | 411 | 305 |  | 41 | 4 |  |  |  | 116   | 6º   |

| 2025 | Scuderia                | Vettura                |     |   |     |   |    |    |    |     |   |  |  |  |  |  |  |  | Punti | Pos. |
| ---- | ----------------------- | ---------------------- | --- | - | --- | - | -- | -- | -- | --- | - |  |  |  |  |  |  |  | ----- | ---- |
| 2025 | Toyota Gazoo Racing WRT | Toyota GR Yaris Rally1 | Rit | 2 | Rit | 4 | 54 | 54 | 42 | Rit | 2 |  |  |  |  |  |  |  | 87    |      |

| Legenda | 1º posto | 2º posto | 3º posto | A punti | Senza punti | Ritirato | Squalificato | NP=Non partito C=Gara cancellata | Apice=Power stage |

### Risultati nel WRC-2
| 2016 | Scuderia             | Vettura        |  |  |  |  |  |  |  |    |  |   |  |  |  |  |  |  | Punti | Pos. |
| ---- | -------------------- | -------------- |  |  |  |  |  |  |  | -- |  | - |  |  |  |  |  |  | ----- | ---- |
| 2016 | Tommi Mäkinen Racing | Ford Fiesta R5 |  |  |  |  |  |  |  | 12 |  | C |  |  |  |  |  |  | 0     |      |

| 2017 | Scuderia             | Vettura        |  |   |  |  |  |    |   |  |     |  |    |  |  |  |  |  | Punti | Pos. |
| ---- | -------------------- | -------------- |  | - |  |  |  | -- | - |  | --- |  | -- |  |  |  |  |  | ----- | ---- |
| 2017 | Tommi Mäkinen Racing | Ford Fiesta R5 |  | 9 |  |  |  | 14 | 3 |  | Rit |  | 14 |  |  |  |  |  | 17    | 21º  |

| 2018 | Scuderia             | Vettura        |  |   |  |   |  |    |     |     |  |  |  |    |  |  |  |  | Punti | Pos. |
| ---- | -------------------- | -------------- |  | - |  | - |  | -- | --- | --- |  |  |  | -- |  |  |  |  | ----- | ---- |
| 2018 | Tommi Mäkinen Racing | Ford Fiesta R5 |  | 1 |  | 8 |  | 13 | Rit | Rit |  |  |  | 12 |  |  |  |  | 29    | 14º  |

| 2019 | Scuderia             | Vettura        |  |     |  |   |   |   |    |     |     |  |  |  |  |  |  |  | Punti | Pos. |
| ---- | -------------------- | -------------- |  | --- |  | - | - | - | -- | --- | --- |  |  |  |  |  |  |  | ----- | ---- |
| 2019 | Tommi Mäkinen Racing | Ford Fiesta R5 |  | Rit |  | 4 | 5 | 1 | 13 | Rit | Rit |  |  |  |  |  |  |  | 47    | 8º   |

| Legenda | 1º posto | 2º posto | 3º posto | A punti | Senza punti | Ritirato | Squalificato | NP=Non partito C=Gara cancellata | Apice=Power stage |